# Ermita del Calvario de Montaberner
La ermita del Calvario o del Santísimo Cristo de la Paciencia es un pequeño templo situado en la partida del Tossal del Calvari, en el municipio de Montaberner. Es Bien de Relevancia Local con identificador número 46.24.173-001.

## Historia
El templo sustituyó a uno anterior destruido. Se abre al público los jueves de Cuaresma.

## Descripción
Se encuentra en una zona de esparcimiento rodeada por un campo de olivos y parcialmente cerrada por una tapia en la que se abre una puerta con un arco de medio punto.
El templo es de planta rectangular. Presenta al exterior los saledizos de los altares laterales cubiertos por tejadillos independientes. En el lado izquierdo tiene adosada la vivienda del ermitaño, abandonada y también con tejado independiente de menor altura. La cubierta principal del templo es de tejas a dos aguas.
La fachada acaba en un frontón triangular. Sobre este hay una espadaña de piedra con la fecha de 1941, sin campana y con una veleta. La cornisa está adornada con motivos piramidales. La puerta es de hierro y se encuentra en una portada con arco de medio punto. Sobre la dovela hay un pequeño retablo de azulejos que representa a Cristo en brazos de su madre. Más arriba hay una lápida con la inscripción En memoria de don Juan Antonio Mompó Pla. Año 1941.
El interior está cubierto con bóveda de cañón, con arcos fajones que se apoyan en pilastras con capiteles de orden corintio. Hay altares laterales sencillos con imaginería moderna. El presbiterio se alza tres gradas. En su retablo se encuentra la talla del titular.